# Damage
Damage ist der Titel einer Comicserie, die der US-amerikanische Verlag DC Comics von 1994 bis 1996 veröffentlichte.
Die Serie war eine Mischung aus Abenteuer- und Science-Fiction-Comic und handelte von den Erlebnissen eines gleichnamigen jugendlichen Superhelden.

## Veröffentlichungsdaten
Damage geht zurück auf eine Idee des Autors Bill Joyner der auch als Verfasser sämtlicher Geschichten der Serie fungierte. DC-Comics begann im April 1994 mit der Veröffentlichung der Serie, die fortan im monatlichen Rhythmus bis zum Januar 1996 erschien. Insgesamt erreichte Damage einundzwanzig Ausgaben, die Ausgaben #1 bis #20 und eine als Ausgabe #0 ausgewiesene Sondernummer vom Oktober 1994. Hauptzeichner der Serie war der Amerikaner Bill Marimon, der gelegentlich von Jason Armstrong. Als Tuschezeichner fungierte meist Tom McWeeney.
Nach der Einstellung von Damage wurde die Figur des Titelhelden Grant Emerson alias Damage von DC-Comics in zahlreichen weiteren Serien – insbesondere in Team-Serien, die die Abenteuer ganzer Gruppen von Charakteren beschreiben – weiter verwendet. So gehörte Damage zeitweise zu den Hauptfiguren solcher Serien wie The New Titans (1994–1996), Titans (1998–2000) und Justice Society of America (seit 2006).

## Handlung
Die Handlung von Damage beginnt damit, dass der High-School-Schüler Grant Emerson eines Tages aufwacht und feststellt, dass er auf wundersame Weise über Nacht Superkräfte erhalten hat. Fortan verfügt er über die Fähigkeit aus seinem Körper heraus Explosionen zu erzeugen, indem er Dinge durch bloße Berührung zur Eruption bringt. Hinzu kommen einige in Superhelden-Comics übliche Eigenschaften wie übermenschliche Stärke, Ausdauer und Widerstandsfähigkeit.
Emerson nutzt seine Kräfte zunächst um sich als Superheld zu betätigen. Dementsprechend wird er in einige genretypische Kämpfe mit Superschurken wie Baron Blitzkrieg oder Iron Munro verwickelt. Nachdem er im Eifer eines Kampfes aus Versehen die Innenstadt von Atlanta zerstört wird er zeitweise verhaftet und aus seinem Heimatstaat Georgia ausgewiesen. In späteren Ausgaben seiner eigenen Serie schließt Damage sich dem Superhelden-Team der Titans an und entdeckt das Geheimnis seiner Superkräfte, das darauf zurückgeführt wird, dass er der Sohn des verstorbenen Superhelden Al Pratt alias Atom ist. Psychologischere Geschichten beinhalten Damages Versuch den Mörder eines Schulfreundes ausfindig zu machen und die Aufarbeitung eines lange verdrängten Kindheitstraumas, den Missbrauch durch seinen Pflegevater. Zuletzt lebt Damage eine Weile in einer Reservation für Indianer, bevor er sich dem Superhelden-Team der Justice Society anschließt.